# Legousia
Genre
Classification phylogénétique
Legousia (les Spéculaires ou Légousies) est un genre de plantes herbacées vivaces ou bisannuelles de la famille des Campanulacées.
Ce genre a été dédié au botaniste Bénigne Le Gouz de Gerland, qui fonda en 1773 le Jardin Botanique de la ville de Dijon.
Il existe une quinzaine d'espèces du genre Legousia, réparties en Europe et dans le bassin méditerranéeen.

## Liste d'espèces
Selon World Checklist of Selected Plant Families (WCSP) (27 avr. 2012) :
- Legousia falcata (Ten.) Fritsch ex Janch., Mitt. Naturwiss. Vereins Univ. Wien, n.s. (1907)
- Legousia hybrida (L.) Delarbre, Fl. Auvergne (1800)
- Legousia julianii (Batt.) Briq. (1931)
- Legousia pentagonia (L.) Thell. (1908) — spéculaire pentagonale
- Legousia scabra (Lowe) Gamisans (1985)
- Legousia skvortsovii Proskur., Byull. Moskovsk. Obshch. Isp. Prir., Otd. Biol., n.s. (1980)
- Legousia speculum-veneris (L.) Durande ex Vill. (1786) — miroir de Vénus